# Alexander van Oudenaarden
Alexander van Oudenaarden (Zuidland, 19 maart 1970) is een Nederlands biofysicus. Hij is directeur van het Hubrecht Instituut voor Developmental Biology & Stem Cell Research en is tevens als hoogleraar Quantitative Biology of Gene Regulation verbonden aan de Faculteit Bètawetenschappen en de Faculteit Geneeskunde van de Universiteit Utrecht. In 2017 ontving hij de Spinozapremie.

## Biografie
Alexander van Oudenaarden studeerde materiaalkunde en natuurkunde aan de Technische Universiteit Delft. In 1998 promoveerde hij aldaar op het proefschrift 	Quantum vortices and quantum interference effects in circuits of small tunnel junctions. Voor zijn proefschrift ontving hij de Andries Miedema prijs van de FOM. Daarna vertrok hij naar de Verenigde Staten waar hij van 1998 tot en met 1999 aan de slag ging als postdoctoraal onderzoeker aan de Stanford-universiteit. In 2000 maakte hij de overstap naar het Massachusetts Institute of Technology. Het jaar erna ontving hij de NSF CAREER award. Zijn benoeming tot universitair hoofddocent volgde in 2004.
In 2008 werd hij benoemd tot hoogleraar in de natuurkunde aan het Massachusetts Institute of Technology en in 2009 werd hij aldaar ook hoogleraar in de biologie. Hij vervulde deze functies tot en met 2014. Gedurende het jaar 2008 ontving hij tevens de Guggenheim fellowship en de NIH Director's Pioneer prijs. Hij werd in 2012 aangesteld als wetenschappelijk directeur van het Hubrecht Instituut. Datzelfde jaar ontving hij een VICI-subsidie van NWO en een ERC Advanced Grant. Zijn benoeming tot hoogleraar Quantitative Biology of Gene Regulation aan de Universiteit Utrecht volgde in 2013. In 2014 werd hij lid van de Koninklijke Nederlandse Akademie van Wetenschappen en in 2015 trad hij toe tot de Koninklijke Hollandsche Maatschappij der Wetenschappen. Van Oudenaarden ontving nogmaals een ERC Advanced Grant in 2017. Voor zijn wetenschappelijk werk ontving hij in 2017 de Spinozapremie.